# Marcus Annius Verus Caesar
Marcus Annius Verus Caesar, né en 162 apr. J.-C. et mort le 10 septembre 169, est le douzième des quatorze enfants de l'empereur romain Marc Aurèle et de l'impératrice Faustine la Jeune. Annius est nommé césar le 12 octobre 166 avec son frère Commode, les désignant de fait tous les deux héritiers de l'Empire romain. Annius meurt le 10 septembre 169, âgé de sept ans, des suites de complications survenues après une chirurgie visant à retirer une tumeur sous son oreille. Sa mort laisse Commode seul héritier de l'Empire.

## Origine et famille
Marcus Annius Verus est né à la fin de l'année 162 et porte le nom de naissance de son père. Il est le douzième des quatorze enfants de l'empereur romain Marc Aurèle et de l'impériatrice Faustine la Jeune. Annius est le frère cadet de (par ordre de naissance) : Domitia Faustina, Titus Aurelius Antoninus, Titus Aelius Aurelius, Annia Aurelia Galeria Lucilla, Annia Galeria Aurelia Faustina, Titus Aelius Antoninus, un fils non nommé, Annia Aurelia Fadilla, Annia Cornificia Faustina la Jeune, Titus Aurelius Fulvus Antoninus et Lucius Aurelius Commodus Antoninus (Commode). Annius est le frère aîné d'Hadrianus et de Vibia Aurelia Sabina.

## Biographie

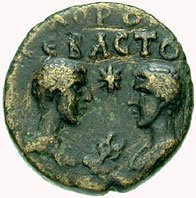
Pièce en bronze représentant les deux frères Annius Verus et Commode se faisant face.

Le 12 octobre 166, lors d'un triomphe célébrant la victoire romaine lors de la guerre parthique de Lucius Verus, Annius et son frère aîné Commode sont tous deux nommés césars, faisant d'eux les cohéritiers de l'Empire romain. Annius a alors trois ans, Commode, cinq. C'est la première fois que des enfants si jeunes sont directement désignés comme héritiers de l'Empire. Ce choix signe un changement significatif ; au lieu de gravir graduellement les échelons dans l'administration impériale afin d'y apprendre les compétences de chaque poste, parcours désigné sous le nom de cursus honorum, le lien dynastique va maintenant prévaloir, les héritiers étant directement formés à devenir empereur.
Annius meurt le 10 septembre 169 à l'âge de sept ans des suites de complications suivant une chirurgie visant à retirer une tumeur sous son oreille,. Sa mort fait de Commode le seul héritier de Marc Aurèle. Marc Aurèle ne porte le deuil que cinq jours, tout en continuant à s'occuper des affaires publiques : les jeux de Jupiter Optimus Maximus sont en cours, et il ne souhaite pas les interrompre par un deuil public. Le refus de porter le deuil de son fils est certainement le résultat de sa philosophie stoïque, enseignant les dangers des émotions, ainsi que de la culture brutale des Romains qui considèrent un chagrin trop appuyé lors de la perte d'un être cher comme manquant de virilité et artificiel. Marc Aurèle ordonne seulement que des statues soient faites en l'honneur d'Annius, et qu'une image dorée de lui soit portée lors de la procession des jeux,. Marc Aurèle fait également insérer son nom dans le Carmen Saliare, un chant rituel chanté par les Saliens,,.

## Au musée du Louvre
Une sculpture en marbre du visage du jeune prince datant de la seconde moitié du deuxième siècle a été découverte à Bône en Algérie et a été acquise par le musée du Louvre en 1955. Elle s'y trouve toujours aujourd'hui au département des Antiquités grecques, étrusques et romaines.

### Ouvrages modernes
: document utilisé comme source pour la rédaction de cet article.
- (en) Geoff W. Adams, Marcus Aurelius in the Historia Augusta and Beyond, Lanham, Md., Lexington Books, 2013a, 333 p. (ISBN 978-0-7391-7638-2, lire en ligne).
- (en) Geoff W. Adams, The Emperor Commodus : Gladiator, Hercules or a Tyrant?, Boca Raton, Universal-Publishers, 2013b, 350 p. (ISBN 978-1-61233-722-7, lire en ligne).
- (en) Anthony Birley, Marcus Aurelius, a Biography, New York, Routledge, 2000, 2e éd., 320 p. (ISBN 978-0-415-17125-0).
- (de) Martin Klonnek, Chronologie des Römischen Reiches 2 : 2. Jh. - Jahr 100 bis 199, Berlin epubli GmbH, 2014 (ISBN 978-3-7375-0702-8).
- (en) Frank McLynn, Marcus Aurelius : a Life, New York, Da Capo Press, 2009, 720 p. (ISBN 978-0-7867-4580-7).
- (en) William O. Stephens, Marcus Aurelius : a Guide for the Perplexed, New York, Continuum International Publications Group, 2012, 191 p. (ISBN 978-1-4411-0810-4, lire en ligne)